# Reynoldsville (Pensilvania)
Reynoldsville es un borough ubicado en el condado de Jefferson en el estado estadounidense de Pensilvania. En el año 2000 tenía una población de 2,710 habitantes y una densidad poblacional de 723 personas por km².

## Geografía
Reynoldsville se encuentra ubicado en las coordenadas 41°5′40″N 78°53′15″O / 41.09444, -78.88750.

## Demografía
Según la Oficina del Censo en 2000 los ingresos medios por hogar en la localidad eran de $25,000 y los ingresos medios por familia eran $34,783. Los hombres tenían unos ingresos medios de $31,977 frente a los $16,705 para las mujeres. La renta per cápita para la localidad era de $13,592. Alrededor del 25.6% de la población estaba por debajo del umbral de pobreza.